# Делени (Бузау)
Делени (рум. Deleni) насеље је у Румунији у округу Бузау у општини Скорцоаса. Oпштина се налази на надморској висини од 425 m.

## Становништво
Према подацима из 2002. године у насељу је живело 121 становника, од којих су сви румунске националности.